# بنارو (باغ صفا)
بنارو (بالفارسية: بنارو) هي قرية تقع في إيران في قسم باغ صفا الريفي.